# Черня, Владимир Цезаревич
Владимир Цезаревич Черня (род. 18 апреля 1953, Серов) — советский и российский спортсмен, Заслуженный тренер СССР, Заслуженный тренер РСФСР по боксу.

## Биография
Начал заниматься спортом в двенадцать лет. Чемпион городских соревнований по боксу, призёр первенства РСФСР среди молодежи в Магнитогорске.
Некоторое время работал в ГАИ, но ушёл оттуда и в 1977 году решил заняться тренерской деятельностью. Специального физкультурного учебного заведения не закончил, но тем не менее смог стать тренером высшей категории и был удостоен звания «Заслуженный тренер СССР». Участвовал в подготовке заслуженного мастера спорта СССР Константина Цзю (призёра Олимпийских игр и победителя чемпионатов среди любителей и профессионалов), Александра Шуплецова (победителя первенства РСФСР 1982—1983 гг.) и Дмитрия Сильченко (победителя первенства РСФСР в 1982 году).
В течение многих лет занимал должность директора муниципального учреждения «Дом спорта» в городе Серов до августа 2011 года, когда был уволен после конфликта с администрацией города. В 2015 году из-за старой травмы у тренера началась деформация прикуса. Владимир Цезаревич, находившийся без работы и получавший небольшую пенсию, был вынужден поставить на продажу свои спортивные награды, чтобы собрать средства на лечение.

## Фильм
«Вовка — сын Цезаря» (2014) — документальный фильм о Черне.
В фильме снимались ученики Владимира Черни, в том числе, боксер Родион Пастух. Фильм был снят Кинокомпанией «Горизонт Кино» Автором выступил Сергей Ярутин. 23 октября 2014 Генеральному директору Кинокомпании «Горизонт Кино» Вере Соколовой был вручен Диплом победителя Ташкентского Международного Кинофестиваля фильмов о спорте за победу в номинации «Известный чемпион» .